# Jeanne Moirod
Jeanne Moirod, née le 7 décembre 1905 à Nanc (aujourd'hui Les Trois-Châteaux) et morte le 10 octobre 1997 à Oyonnax, était une résistante, agente de liaison principale du groupement nord du colonel Henri Romans-Petit. Elle fut maire d'Oyonnax de mars à mai 1953.

## Biographie

### Résistance
Ouvrière en verrerie, adjointe au maire d'Oyonnax, se revendiquant trotskiste, sa maison est improvisée plaque tournante de la Résistance dans le Jura.
Des journaux clandestins y sont reproduits. Jeanne Moirod a la responsabilité de trouver dans la montagne des abris et des caches pour les armes et les hommes, et d'y acheminer les maquisards.
Avec son beau-frère Gabriel Jeanjacquot, Jeanne Moirod aide également à la diffusion du journal clandestin Bir-Hakeim du journaliste André Jacquelin.

### Après-guerre
En mars 1953, elle est élue maire d'Oyonnax mais ne demeure à son poste que deux mois, jusqu'aux élections qui se tiennent les 26 avril et 3 mai suivant.
Elle fut l'une des toutes premières femmes à devenir maire d'une commune en France,.

## Distinctions
- Médaille militaire[5]
- Médaille de la Résistance française (décret du 3 août 1946)[1],[9]

## Hommages
Il existe un square Jeanne-Moirod à Oyonnax.